# Рецептор тиреоидных гормонов
Реце́пторы тирео́идных гормо́нов — тип ядерных рецепторов, которые активируются при наличии тиреоидных гормонов.

## Функции
Главными функциями тиреоидного рецептора являются регуляция уровня метаболизма  и процессов развития организма.
Тиреоидные гормоны регулируют дифференцировку тканей, обмен белков, углеводов и липидов, водно-электролитный обмен, деятельность ЦНС, пищеварительного тракта, гемопоэз, функции сердечно-сосудистой системы, в том числе частоты сердечных сокращений (ЧСС), потребность в витаминах, сопротивляемость организма инфекциям и др.

## Механизм действия
Рецептор тиреоидных гормонов регулирует экспрессию генов, воздействуя на генетический аппарат. При отсутствии тиреоидных гормонов рецептор связан с элементом отклика гормона (HRE) — определенной последовательностью, находящейся в промоторе ДНК, и подавляется корепрессором. При связывании тиреоидного гормона конформация рецептора изменяется, в результате корепрессор вытесняется из комплекса рецептора/ДНК и заменяется белками-коактиваторами. Комплекс ДНК/ТР/коактиватор активирует транскрипцию гена, в результате синтезируется мРНК и впоследствии белок. Это и вызывает изменения в работе или дифференцировке клетки.

## Типы рецепторов
Есть три варианта рецептора тиреоидных гормонов: TR-α1, TR-β1 и TR-β2. Эти рецепторы способны связывать гормон щитовидной железы, в отличие от TR-α2.
Существуют два варианта сплайсинга TR-α, кодируемого геном THRA, и два варианта сплайсинга TR-β, кодируемого геном THRB:
- Изоформа TR-α1 широко экспрессируется, особенно интенсивно в скелетной и сердечной мускулатуре.
- Изоформа TR-α2 является гомологом вирусного онкогена, c-erb-A, эта изоформа также широко экспрессируется, но этот рецептор не способен к связыванию тиреоидного гормона.
- Изоформа TR-β1 преимущественно экспрессируется в головном мозге, печени и почках.
- Изоформа TR-β2 - экспрессия ограничивается в основном гипоталамусом и гипофизом.